# 達內什鄉
46°13′N 24°42′E / 46.217°N 24.700°E
達內什鄉（羅馬尼亞語：Comuna Daneș, Mureș），是羅馬尼亞的鄉份，位於該國中部，由穆列什縣負責管轄，面積115平方公里，海拔高度394米，2007年人口4,947，人口密度每平方公里43人。